# Sippenhaft
Sippenhaft o Sippenhaftung (pronuncia: [ˈzɪpənˌhaft(ʊŋ)], responsabilità familiare) è un termine tedesco che descrive l'idea che una famiglia o un clan condivida la responsabilità di un crimine o di un atto commesso da uno dei suoi membri, giustificando una punizione collettiva. Come principio giuridico, deriva dal diritto germanico nel Medioevo, solitamente sotto forma di multe e risarcimenti. È stato adottato dalla Germania nazista per giustificare la punizione dei familiari (parenti, coniugi) per il reato di un membro della famiglia: la punizione spesso comportava la reclusione e l'esecuzione, e venne ad esempio usata sui parenti dei cospiratori del fallito complotto della bomba del 1944 per assassinare Hitler.

## Origini

### Periodo medievale
Prima dell'adozione del diritto romano e del cristianesimo, la Sippenhaft era un principio giuridico comune tra i popoli germanici, inclusi gli anglosassoni e gli scandinavi. Le leggi germaniche distinguevano tra due forme di giustizia per i crimini gravi come l'omicidio: la vendetta di sangue o uccisione extragiudiziale; e il "denaro insanguinato" (Blutgeld), la restituzione pecuniaria o di multe in luogo di vendetta, sulla base del guidrigildo o "prezzo dell'uomo" determinato dalla ricchezza e dallo status sociale della vittima. Il principio della Sippenhaft rilevava che la famiglia o il clan di un delinquente, così come l'autore del reato, potevano essere soggetti a vendetta o potevano essere tenuti a pagare un risarcimento. Principi simili erano comuni a celti, teutoni e slavi.

### Germania nazista
Nella Germania nazista il termine fu ripreso come elemento giuridico per giustificare la punizione dei familiari (parenti, coniugi) per il reato di un membro della famiglia. In questa forma di Sippenhaft i parenti delle persone accusate di crimini contro lo Stato erano ritenuti partecipi della responsabilità di quei crimini e soggetti all'arresto e talvolta all'esecuzione. Molte persone che non avevano commesso crimini furono arrestate e punite in base ai decreti della Sippenhaft introdotti dopo il fallito complotto del 20 luglio per assassinare Adolf Hitler nel luglio 1944. :121-166

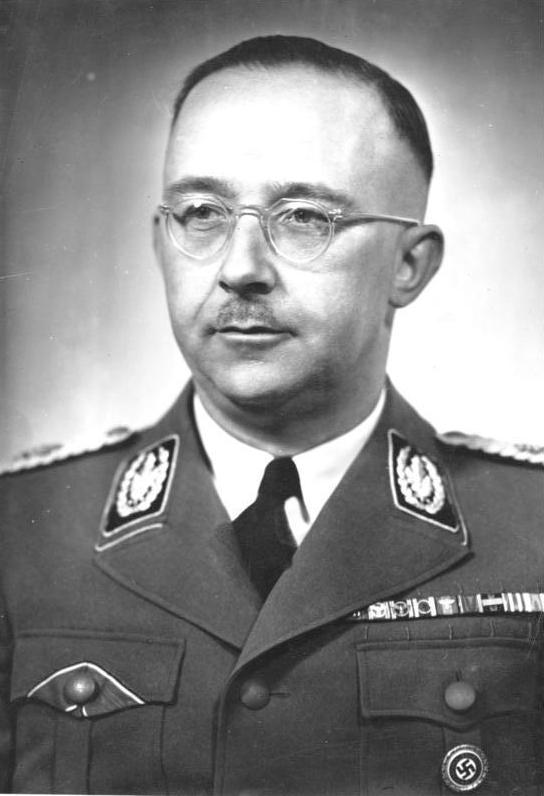
Heinrich Himmler

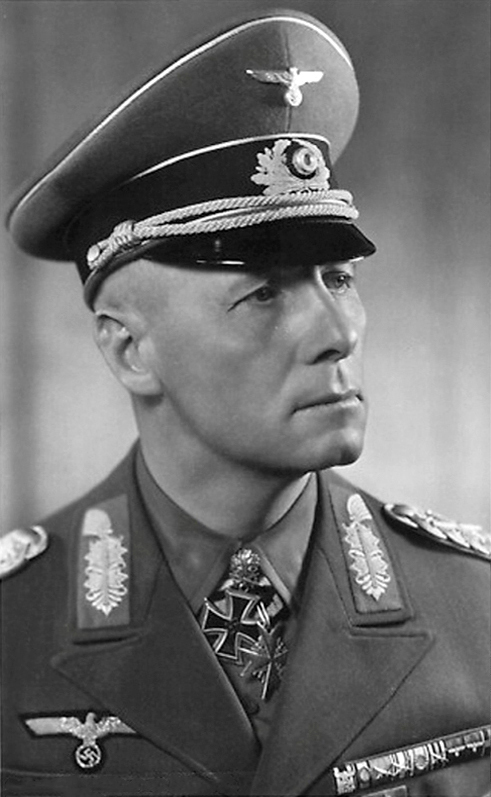
Rommel nel 1942

Esempi di Sippenhaft utilizzati come minaccia esistono all'interno della Wehrmacht dal 1943 circa. Anche i soldati accusati di avere "impurità di sangue" o soldati arruolati da fuori della Germania cominciarono a subire minacce e punizioni delle loro famiglie attraverso la Sippenhaft. Un esempio è il caso di Wenzeslaus Leiss dei Panzergrenadier, accusato di diserzione sul fronte orientale nel dicembre 1942. Dopo che la Gestapo di Düsseldorf scoprì dei presunti legami polacchi nella famiglia di Leiss, nel febbraio 1943 sua moglie, la figlia di due anni, due fratelli, la sorella e il cognato furono arrestati e giustiziati nel campo di concentramento di Sachsenhausen.
Nel 1944 furono ordinate diverse direttive generali e individuali all'interno di divisioni e corpi, minacciando le truppe con conseguenze contro le loro famiglie. Dopo il 20 luglio 1944 queste minacce furono estese a tutte le truppe tedesche, in particolare ai comandanti tedeschi. Un decreto del febbraio 1945 minacciò di morte i parenti dei comandanti militari che mostravano ciò che Hitler considerava vigliaccheria o disfattismo di fronte al nemico. Dopo la resa di Königsberg ai sovietici nell'aprile 1945, la famiglia del comandante tedesco generale Otto Lasch fu arrestata. Questi arresti furono pubblicizzati nel Völkischer Beobachter.
Dopo il fallimento del complotto del 20 luglio, il capo delle SS Heinrich Himmler disse a una riunione dei Gauleiter a Posen che avrebbe "introdotto la responsabilità assoluta dei parenti [...] un'usanza molto antica praticata tra i nostri antenati". Secondo Himmler, questa pratica era esistita tra gli antichi teutoni. "Quando mettevano al bando una famiglia e la dichiaravno fuorilegge o quando c'è stata una faida in famiglia, erano assolutamente coerenti [...] Quest'uomo ha commesso tradimento; il suo sangue è cattivo; c'è in lui sangue di traditore; che deve essere spazzato via. E nella faida di sangue l'intero clan era spazzato via fino all'ultimo membro. E così anche la famiglia del conte Stauffenberg sarà spazzata via fino all'ultimo membro."
Di conseguenza, i membri della famiglia di von Stauffenberg, l'ufficiale che aveva piazzato la bomba che non riuscì a uccidere Hitler, erano tutti sospettati. Sua moglie, Nina Schenk Gräfin von Stauffenberg, fu mandata nel campo di concentramento di Ravensbrück (è sopravvissuta e ha vissuto fino al 2006). Anche suo fratello Alexander, che non sapeva del complotto e prestava servizio con la Wehrmacht in Grecia, fu mandato in un campo di concentramento. Punizioni simili furono inflitte ai parenti di Carl Goerdeler, Henning von Tresckow, Adam von Trott zu Solz e molti altri cospiratori. Erwin Rommel scelse di suicidarsi piuttosto che essere processato per il suo ruolo sospetto nella vicenda, in parte perché sapeva che sua moglie e i suoi figli avrebbero sofferto molto prima della sua quasi certa condanna ed esecuzione.
Dopo il complotto del 20 luglio, furono arrestate anche numerose famiglie legate alla Lega degli ufficiali tedeschi sponsorizzata dai sovietici e composta da prigionieri di guerra tedeschi, come quelle di Seydlitz e Paulus. A differenza di alcune famiglie cospiratrici del 20 luglio, gli arrestati per collegamento con la Lega non furono rilasciati dopo pochi mesi, ma rimasero in carcere fino alla fine della guerra. I figli più piccoli dei cospiratori arrestati non furono incarcerati, bensì inviati agli orfanotrofi con nuovi nomi: i figli di Stauffenberg furono ribattezzati "Meister".

### Status giuridico attuale
Il principio della Sippenhaftung è considerato incompatibile con la Legge fondamentale tedesca e quindi non ha una definizione giuridica.